# David Magee
David Magee (Flint, 1962) è uno sceneggiatore e attore statunitense.
Nel 2004 ha ottenuto una nomination per l'Oscar e il Golden Globe per Neverland - Un sogno per la vita.
Assieme a Simon Beaufoy ha scritto la sceneggiatura di Miss Pettigrew (2008). Nel 2012 è uscito nelle sale Vita di Pi, diretto da Ang Lee, di cui Magee ha scritto la sceneggiatura (tratta dal romanzo di Yann Martel) e per cui ha ottenuto un Satellite Award per la miglior sceneggiatura non originale e una nomination per l'Oscar alla migliore sceneggiatura non originale.

## Filmografia parziale
- Neverland - Un sogno per la vita (Finding Neverland), regia di Marc Forster (2004)
- Miss Pettigrew (Miss Pettigrew Lives for a Day), regia di Bharat Nalluri (2008)
- Vita di Pi (Life of Pi), regia di Ang Lee (2012)
- Il ritorno di Mary Poppins (Mary Poppins Returns), regia di Rob Marshall (2018)
- L'accademia del bene e del male (The School for Good and Evil), regia di Paul Feig (2022)
- Non così vicino (A Man Called Otto), regia di Marc Forster (2022)
- L'amante di Lady Chatterley (Lady Chatterley's Lover), regia di Laure de Clermont-Tonnerre (2022)
- La sirenetta (The Little Mermaid), regia di Rob Marshall (2023)